# Christina Hennings
Christina Hennings (* als Christina Gerking 21. Januar 1984 in Leer, Ostfriesland) ist eine ehemalige Ruderin, 2006 wurde sie Vizeweltmeisterin mit dem deutschen Frauenachter.
Christina Hennings wuchs als Zweitgeborene in einer Familie in Leer-Heisfelde auf und besuchte erst die Grundschule in Heisfelde und ging danach auf das Ubbo-Emmius-Gymnasium (UEG) in Leer, an dem ihr Vater als Lehrer tätig ist. Ihre Mutter ist ebenfalls Lehrerin. Sie hat noch eine ältere Schwester und zwei jüngere Brüder. Die ganze Familie ist im Rudersport aktiv, vor allem ihre Mutter war in den 1970ern und 1980er Jahren erfolgreich in dieser Sportart. Christina Hennings begann ihre Karriere beim Ruderverein Leer von 1903. 2011 beendete sie ihre Karriere als Leistungssportlerin.

## Erfolge
- 2009 Weltmeisterschaften, Platz 4 im Achter
- 2008 Olympische Sommerspiele, Platz 7 im Achter
- 2007 Weltmeisterschaften, Platz 5 im Achter
- 2006 Weltmeisterschaften, Platz 2 im Achter
- 2005 Weltmeisterschaften, Platz 7 im Zweier